# Laza (Vaslui)
Laza es una comuna ubicada en el distrito de Vaslui, Rumania.

## Superficie
Posee una superficie de 29,00 kilómetros cuadrados.

## Demografía
Hasta 2021 la población era de 2975 habitantes, con una densidad de población de 102,6 habitantes por kilómetro cuadrado.